# Otto Klupp
Otto Klupp (* 8. November 1896 in Röhrenbach, Niederösterreich; † 5. Juli 1963 in Wien) war ein österreichischer Politiker der Sozialistischen Partei Österreichs (SPÖ).

## Ausbildung und Beruf
Nach dem Besuch der Volks- und Bürgerschule ging er an eine kaufmännische Fortbildungsschule. Im Jahr 1919 wurde er Angestellter der Großeinkaufsgesellschaft österreichischer Consumvereine (GöC). 1927 wurde er Geschäftsführer des Arbeiterkonsumvereines in Ebensee. 1934 wurde er Direktor der Konsumgenossenschaft Innsbruck.

## Politische Funktionen
- Mitglied der Parteikontrolle der SPÖ Tirol
- Präsident des Sozialistischen Arbeiterhilfswerkes für Tirol
- Handelskammerrat
- Vorsteher der Gremiums der Konsumgenossenschaft
- Mitglied des Bundesgremiums der Konsumgenossenschaften

## Politische Mandate
- 7. April 1953 bis 24. November 1953: Mitglied des Bundesrates (VII. Gesetzgebungsperiode), SPÖ